# Myotilin
Myotilin, engl. auch Titin immunglobulin domain protein, kurz TTID, ist ein Protein in Säugetieren und manchen Reptilien. Beim Menschen wird es kodiert vom Myotilin-Gen (MYOT) und ist auf dem langen Arm von Chromosom 5 (5q31.2) lokalisiert. Myotilin wird beim Menschen im Sarkolemm der Skelettmuskeln, der Herzmuskeln, im Knochenmark und der Schilddrüse gebildet.

## Aufbau und Funktion
Die genaue Funktion von Myotilin ist noch nicht bekannt. Myotilin besitzt zwei immunglobulin-ähnliche (Ig-like) Domänen am Carboxy-Terminus. Über diese Domänen können je 2 Myotilin-Moleküle antiparallele Dimere bilden. Myotilin besitzt außerdem Bindungsstellen für 2 weitere Proteine, Alpha-Actinin und Filamin C. Alpha-Actinin ist eine der Hauptkomponenten der Z-Scheibe des Sarkomers im Muskel und dient unter anderem der Verbindung von Actin-Filamenten („cross-linking“).
Es wird außerdem vermutet, dass Myotilin bei der Bildung der Sarkomere eine wichtige Rolle spielt (Myofibrillinogenese). Einer Überexpression von Myotilin führte bei In-vitro-Experimenten zu abnormal dicken Muskelfasern.

## Medizinische Bedeutung
Mutationen im MYOT-Gen können zu drei allelischen Muskelerkrankungen führen, die zusammengefasst als Myotilinopathien bezeichnet werden.

## Weiterführende Literatur
- J. Wang, D. K. Dube u. a.: Myotilin dynamics in cardiac and skeletal muscle cells. In: Cytoskeleton (Hoboken, N.J.). [elektronische Veröffentlichung vor dem Druck] Oktober 2011, ISSN 1949-3592. doi:10.1002/cm.20542. PMID 22021208.
- P. von Nandelstadh, R. Soliymani u. a.: Analysis of myotilin turnover provides mechanistic insight into the role of myotilinopathy-causing mutations. In: The Biochemical journal. Band 436, Nummer 1, Mai 2011, S. 113–121, ISSN 1470-8728. doi:10.1042/BJ20101672. PMID 21361873.
- J. Ochala, O. Carpén, L. Larsson: Maintenance of muscle mass, fiber size, and contractile function in mice lacking the Z-disc protein myotilin. In: Upsala journal of medical sciences. Band 114, Nummer 4, 2009, S. 235–241, ISSN 2000-1967. doi:10.3109/03009730903276399. PMID 19878039. PMC 2852774 (freier Volltext).
- L. Carlsson, J. G. Yu u. a.: Myotilin: a prominent marker of myofibrillar remodelling. In: Neuromuscular disorders : NMD. Band 17, Nummer 1, Januar 2007, S. 61–68, ISSN 0960-8966. doi:10.1016/j.nmd.2006.09.007. PMID 17056257.